# Club Deportivo Cajamadrid (ciclismo)
Cajamadrid fue un equipo amateur ciclista español (élite sub-23) fundado en 1980 con el patrocinio de la Caja de Ahorros Caja de Madrid y dirigido por Esteban Fernández Valencia.

## Historia
El equipo fue fundado en 1979 por la entidad financiera de la mano de Fernando Utande, el mecenas de las secciones deportivas de la caja de ahorros madrileña que dejó la dirección deportiva en manos de Esteban Fernández.
El club deportivo Cajamadrid siempre tuvo una vocación amateur promocionando y formando a jóvenes promesas lo que sirvió para convertirse en una de las principales canteras del pelotón nacional. Por sus filas pasaron ciclistas de la talla de Anselmo Fuerte, José Luis Navarro, Félix García Casas, David Plaza, Antonio Martín Velasco, y hasta un total de 39 ciclistas que pasaron a profesionales desde el Cajamadrid.
Cajamadrid abandonó el ciclismo en 1993 siguiendo los pasos de las secciones de balonmano y baloncesto que desaparecieron dos años antes.
14 años compitiendo con equipos como Orbea y Reynolds y un palmarés de 40 victorias en pruebas por etapa y 366 triunfos individuales.

## Principales victorias
Victorias individuales
- 1984, Vuelta a la Comunidad de Madrid:  Anselmo Fuerte.[1]
- 1986, Vuelta a Zamora:  José Pliego
- 1991, Vuelta a la Comunidad de Madrid:  David Plaza.[1]
- 1991, Vuelta a Zamora:  Ignacio Duque

Victorias por equipo
- 1982, Gran Premio Villarreal-Morella.
- 1882, Vuelta a Lleida.
- 1983, Vuelta a la Comunidad de Madrid.[1]
- 1983, Vuelta a Bidasoa.
- 1984, Vuelta a la Comunidad de Madrid
- 1984, Vuelta a Lleida.
- 1985, Vuelta a Toledo.
- 1988, Vuelta a la Comunidad de Madrid.
- 1988, Circuito Montañes.
- 1988, Volta a Tarragona.
- 1990, Vuelta a la Comunidad de Madrid.
- 1990, Vuelta a Zamora.
- 1991, Circuito Montañes
- 1991, Vuelta a Navarra.
- 1991, Vuelta a la Comunidad de Madrid.
- 1991, Vuelta a Tarragona.
- 1991, Vuelta a toledo.
- 1991, Vuelta a Zamora.[2]